# Gechu
Gechu, aussi Gechū (牙虫, Gechū), actif au XVIIIe siècle, est un sculpteur japonais dont les dates de naissance et de mort ne sont pas connues.

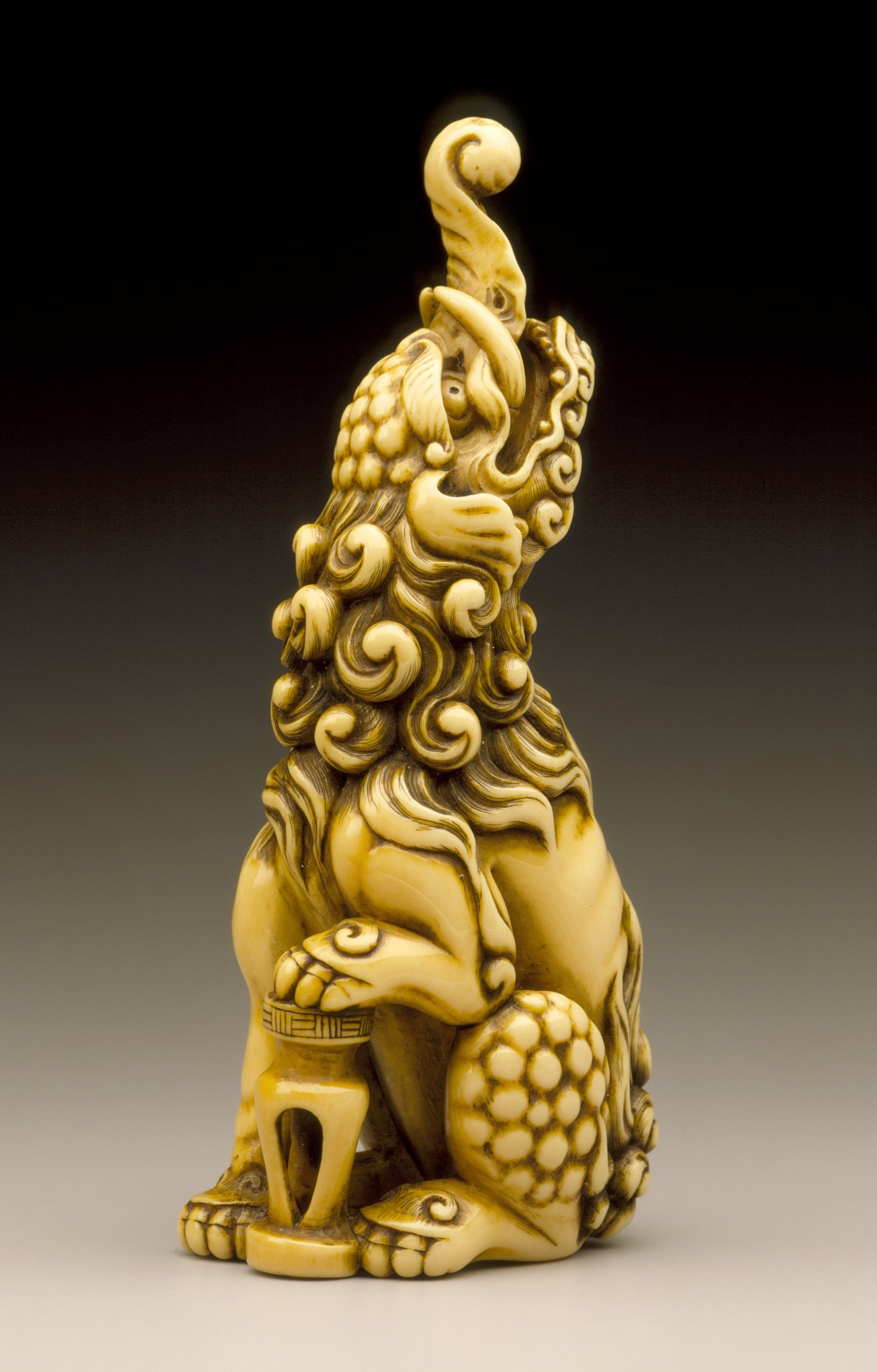
Baku, le monstre qui mange les cauchemars attribué à Gechu, musée d'art du comté de Los Angeles

On sait peu sur la vie de Gechu, il est surtout connu à travers ses œuvres. Artiste du style de l'école d'Osaka, il est connu pour avoir travaillé avec l'ivoire. Une de ses créations est conservée au musée d'art du comté de Los Angeles. 